# 吉田正大
吉田 正（よしだ まさ）は、日本の実業家、エグゼクティブ・プロデューサー。グループ企業体『ビーチウォーカーズ』の創設者。主に食、人、デザイン、エンタテイメントの分野に渡る。モノ創りを通じて、クリエイティブによって新しい価値を創造することを目標としており、クリエイターとの事業が多い。映画の分野では、日台合作映画『一分間だけ』、最優秀賞脚本賞受賞作品『最後の命』などを製作。食にも精通しており、世界に向けて日本食の素晴らしさを伝える活動等もしている。
日本とアジア、世界への架け渡しに積極的であり、シンガポールビエンナーレ2014ではその功績が認められ、表彰を受ける。そのほか、舞台、イベントのプロデュースも行っている。

## 主な制作
- 映画
  - 『デイアンドナイト』 エグゼクティブプロデューサー 2019年1月,
  - 『パーフェクト・レボリューション』2017年9月,
  - 『古都』	 エグゼクティブプロデューサー  協賛 beachwalkers.  2016年12月,
  - 『死憶　THE BRIDE』(台湾)	2015年8月,
  - 『忘れないと誓ったぼくがいた』	2015年3月,
  - 『最後の命』	2014年11月,
  - 『一分間だけ』	2014年5月,
  - 『ハロー！　順一』	2014年2月,
  - 『センチメンタルヤスコ』	2012年4月,
  - 『NIGIRI』
- 宣伝
  - 『新宿スワン』	2015年5月,
  - 『KANO 1931海の向こうの甲子園』	2015年1月,

- TV番組
  - 『KISS HOTEL』(台湾)	2015年5月,
  - 『東京オーディション（仮）』(東京MX)	2015年4月,

- 舞台
  - 『ダンガンロンパ3 TEH STAGE 2018~The End of 希望ヶ峰学園〜』2018年7月〜
  - 『スーパーダンガンロンパ2 TEH STAGE~さよなら絶望学園〜 2017』2017年3月
  - 『ダンガンロンパ　THE STAGE 2016』	2016年6月,
  - 『スーパーダンガンロンパ２　THE STAGE 〜さよなら絶望学園』	2015年12月,
  - 『ダンガンロンパ　THE STAGE 〜希望の学園と絶望の高校生』	2014年10月,
  - 『グッバイシェイクスピア!!!』	2014年6月,
  - 『博士と太郎の異常な愛情2013』	2013年7月,
  - 『雷神～RAIJIN～』	2012年7月,
  - 『体感季節』	2012年5月

- イベント
  - 『マイナビ presents 第28回 東京ガールズコレクション 2019 SPRING/SUMMER』  2019年3月30日
  - 『ASIA FASHION AWARD 2018』 beachwalkers.×AFA特設ドーム 2018年12月1日
  - 『マイナビ presents 第27回 東京ガールズコレクション 2018 AUTUMN/WINTER』 2018年9月1日
  - 『TGCファッションセレモニー at 国連ニューヨーク本部（TGC Fashion Ceremony at the UN Headquarters for Implementation of the SDGs）』2018年5月
  - 『マイナビ presents第26回 東京ガールズコレクション2018 SPRING/SUMMER』2018年3月
  - 『H2performance presents 『ASIA FASHION AWARD』(台湾)2017年12月,
  - 『マイナビ presents 第25回 東京ガールズコレクション 2017 AUTUMN/WINTER』2017年9月
  - 『TGC CAMPUS 2017 Spring Edition 』2017年5月
  - 『TOYOTA presents 『ASIA FASHION AWARD』(台湾)2016年12月,
  - 『ASIA FASHION AWARD LAUNCH PARTY』（台湾）2016年5月,
  - 『TGC CAMPUS 2016 Spring Edition』2016年5月
  - 『東京ガールズコレクション’16s/s』2016年3月
  - 土屋アンナ『beachwalkers. presents LUCIFER Night』
  - May J. 『beachwalkers. presents May J.  TOUR 2014 ~massage for tomorrow』2014年,
  - 『日本女子博覧会』2014年,
  - 渋谷Club Camelot『Sunday Beach』2014年(毎月第1日曜),
  - 『東京ガールズコレクション’14a/w』2014年9月,
  - 『さぬき映画祭2014』2014年2月,